# Elecciones provinciales de San Juan de 1946
Las elecciones generales de la provincia de San Juan de 1946 tuvieron lugar el 24 de febrero, con el objetivo de restaurar las instituciones constitucionales de la provincia luego de tres años de la dictadura de la Revolución del 43, y más de una década de gobiernos fraudulentos de la Década Infame. Se realizaron al mismo tiempo que las elecciones presidenciales y legislativas a nivel nacional, con el objetivo de elegir al Gobernador y Vicegobernador para el período 1946-1950, y los 30 escaños de la Legislatura Provincial.
El líder del bloquismo, Federico Cantoni, trató de convencer al candidato presidencial Juan Domingo Perón de que el bloquismo fuese la representación del peronismo en San Juan. Si bien logró que concordaran en una cierta cantidad de puntos, a último momento Perón presentó un candidato de su propia coalición, Juan Luis Alvarado, apoyado por Ruperto Godoy como compañero de fórmula. En las elecciones, mientras en San Juan la Unión Democrática se imponía con José Tamborini como candidato presidencial, en el plano provincial la coalición peronista obtuvo una estrecha victoria, de poco más del 32 % de los votos, contra el 28,58 % del bloquismo, el 21,14 % del conservadurismo, el 15,11 % del radicalismo y el 2,20 % del socialismo.
En el plano legislativo, el peronismo obtuvo mayoría simple con 12 de los 30 diputados, seguido del bloquismo con 10, conservadurismo con 5, el radicalismo con 3. Sin embargo, la UCR Bloquista se disolvió al año siguiente cuando Perón organizó la unificación del Partido Peronista (PP), dándole al PP sanjuanino una mayoría absoluta de dos tercios.

## Resultados

### Gobernador
| Candidato                           | Partido                             | Partido                                  | Votos  | %     |
| ----------------------------------- | ----------------------------------- | ---------------------------------------- | ------ | ----- |
| Juan Luis Alvarado                  |                                     | Partido Laborista - UCR Junta Renovadora | 15.912 | 32,96 |
| Elio Cantoni                        |                                     | Unión Cívica Radical Bloquista           | 13.797 | 28,58 |
| Alberto L. Graffigna                |                                     | Partido Demócrata Nacional               | 10.206 | 21,14 |
| Florencio Basáñez Zavalla           |                                     | Unión Cívica Radical                     | 7.294  | 15,11 |
| Indalecio Carmona Ríos              |                                     | Partido Socialista                       | 1.062  | 2,20  |
| Total de votos                      | Total de votos                      | Total de votos                           | 48.271 | 100   |
| Electores registrados/participación | Electores registrados/participación | Electores registrados/participación      | 53.918 | 89,53 |
| Fuentes:                            |                                     |                                          |        |       |

### Vicegobernador
| Candidato                           | Partido                             | Partido                                  | Votos  | %     |
| ----------------------------------- | ----------------------------------- | ---------------------------------------- | ------ | ----- |
| Ruperto Godoy                       |                                     | Partido Laborista - UCR Junta Renovadora | 15.912 | 32,97 |
| Luis Cattani                        |                                     | Unión Cívica Radical Bloquista           | 13.807 | 28,61 |
| Carlos A. Basualdo                  |                                     | Partido Demócrata Nacional               | 10.204 | 21,15 |
| Miguel Blanco                       |                                     | Unión Cívica Radical                     | 7.265  | 15,06 |
| Adán N. Marún                       |                                     | Partido Socialista                       | 1.067  | 2,21  |
| Total de votos                      | Total de votos                      | Total de votos                           | 48.255 | 100   |
| Electores registrados/participación | Electores registrados/participación | Electores registrados/participación      | 53.918 | 89,50 |
| Fuentes:                            |                                     |                                          |        |       |

### Cámara de Diputados
| Partido                             | Partido                                  | Votos  | %     | Bancas |
| ----------------------------------- | ---------------------------------------- | ------ | ----- | ------ |
|                                     | Partido Laborista - UCR Junta Renovadora | 15.880 | 33,01 | 12/30  |
|                                     | Unión Cívica Radical Bloquista           | 13.783 | 28,65 | 10/30  |
|                                     | Partido Demócrata Nacional               | 9.945  | 20,67 | 5/30   |
|                                     | Unión Cívica Radical                     | 7.177  | 14,92 | 3/30   |
|                                     | Partido Socialista                       | 1.213  | 2,52  |        |
|                                     | Partido Comunista                        | 114    | 0,24  |        |
| Total de votos                      | Total de votos                           | 48.112 | 100   |        |
| Electores registrados/participación | Electores registrados/participación      | 53.918 | 89,23 |        |
| Fuentes:                            |                                          |        |       |        |

#### Resultados por circunscripciones
| 25 de Mayo 1 Diputado               | 25 de Mayo 1 Diputado                    | 25 de Mayo 1 Diputado                    | 25 de Mayo 1 Diputado | 25 de Mayo 1 Diputado | 25 de Mayo 1 Diputado         |
| Partido                             | Partido                                  | Partido                                  | Votos                 | %                     | Electo                        |
| ----------------------------------- | ---------------------------------------- | ---------------------------------------- | --------------------- | --------------------- | ----------------------------- |
|                                     | Partido Laborista - UCR Junta Renovadora | Partido Laborista - UCR Junta Renovadora | 913                   | 44,62                 | Horacio Stábile               |
|                                     | Partido Demócrata Nacional               | Partido Demócrata Nacional               | 452                   | 22,09                 |                               |
|                                     | Unión Cívica Radical                     | Unión Cívica Radical                     | 359                   | 17,55                 |                               |
|                                     | Unión Cívica Radical Bloquista           | Unión Cívica Radical Bloquista           | 304                   | 14,86                 |                               |
|                                     | Partido Socialista                       | Partido Socialista                       | 18                    | 0,88                  |                               |
| Total de votos                      | Total de votos                           | Total de votos                           | 2.046                 | 100                   |                               |
| Albardón 1º 1 Diputado              |                                          |                                          |                       |                       |                               |
| Partido                             | Partido                                  | Partido                                  | Votos                 | %                     | Electo                        |
|                                     | Unión Cívica Radical Bloquista           | Unión Cívica Radical Bloquista           | 414                   | 42,12                 | Pedro Antonio Sánchez         |
|                                     | Partido Demócrata Nacional               | Partido Demócrata Nacional               | 231                   | 23,50                 |                               |
|                                     | Partido Laborista - UCR Junta Renovadora | Partido Laborista - UCR Junta Renovadora | 228                   | 23,19                 |                               |
|                                     | Unión Cívica Radical                     | Unión Cívica Radical                     | 106                   | 10,78                 |                               |
|                                     | Partido Socialista                       | Partido Socialista                       | 4                     | 0,41                  |                               |
| Total de votos                      | Total de votos                           | Total de votos                           | 983                   | 100                   |                               |
| Albardón 2º 1 Diputado              |                                          |                                          |                       |                       |                               |
| Partido                             | Partido                                  | Partido                                  | Votos                 | %                     | Electo                        |
|                                     | Unión Cívica Radical Bloquista           | Unión Cívica Radical Bloquista           | 481                   | 38,88                 | Ramón A. Herrero              |
|                                     | Partido Laborista - UCR Junta Renovadora | Partido Laborista - UCR Junta Renovadora | 343                   | 27,73                 |                               |
|                                     | Partido Demócrata Nacional               | Partido Demócrata Nacional               | 297                   | 24,01                 |                               |
|                                     | Unión Cívica Radical                     | Unión Cívica Radical                     | 111                   | 8,97                  |                               |
|                                     | Partido Socialista                       | Partido Socialista                       | 5                     | 0,40                  |                               |
| Total de votos                      | Total de votos                           | Total de votos                           | 1.237                 | 100                   |                               |
| Angaco Norte 1 Diputado             |                                          |                                          |                       |                       |                               |
| Partido                             | Partido                                  | Partido                                  | Votos                 | %                     | Electo                        |
|                                     | Partido Laborista - UCR Junta Renovadora | Partido Laborista - UCR Junta Renovadora | 711                   | 44,89                 | Alberto Mateos                |
|                                     | Unión Cívica Radical                     | Unión Cívica Radical                     | 361                   | 22,79                 |                               |
|                                     | Unión Cívica Radical Bloquista           | Unión Cívica Radical Bloquista           | 256                   | 16,16                 |                               |
|                                     | Partido Demócrata Nacional               | Partido Demócrata Nacional               | 223                   | 14,08                 |                               |
|                                     | Partido Socialista                       | Partido Socialista                       | 33                    | 2,08                  |                               |
| Total de votos                      | Total de votos                           | Total de votos                           | 1.584                 | 100                   |                               |
| Angaco Sur 1 Diputado               |                                          |                                          |                       |                       |                               |
| Partido                             | Partido                                  | Partido                                  | Votos                 | %                     | Electo                        |
|                                     | Partido Laborista - UCR Junta Renovadora | Partido Laborista - UCR Junta Renovadora | 678                   | 45,50                 | Lucio M. Pedroza              |
|                                     | Unión Cívica Radical Bloquista           | Unión Cívica Radical Bloquista           | 361                   | 24,23                 |                               |
|                                     | Unión Cívica Radical                     | Unión Cívica Radical                     | 280                   | 18,79                 |                               |
|                                     | Partido Demócrata Nacional               | Partido Demócrata Nacional               | 164                   | 11,01                 |                               |
|                                     | Partido Socialista                       | Partido Socialista                       | 7                     | 0,47                  |                               |
| Total de votos                      | Total de votos                           | Total de votos                           | 1.490                 | 100                   |                               |
| Calingasta 1 Diputado               |                                          |                                          |                       |                       |                               |
| Partido                             | Partido                                  | Partido                                  | Votos                 | %                     | Electo                        |
|                                     | Unión Cívica Radical Bloquista           | Unión Cívica Radical Bloquista           | 384                   | 46,66                 | Pedro Alberto Olivera         |
|                                     | Unión Cívica Radical                     | Unión Cívica Radical                     | 283                   | 34,39                 |                               |
|                                     | Partido Laborista - UCR Junta Renovadora | Partido Laborista - UCR Junta Renovadora | 124                   | 15,07                 |                               |
|                                     | Partido Demócrata Nacional               | Partido Demócrata Nacional               | 31                    | 3,77                  |                               |
|                                     | Partido Socialista                       | Partido Socialista                       | 1                     | 0,12                  |                               |
| Total de votos                      | Total de votos                           | Total de votos                           | 823                   | 100                   |                               |
| Capital 1º 1 Diputado               |                                          |                                          |                       |                       |                               |
| Partido                             | Partido                                  | Partido                                  | Votos                 | %                     | Electo                        |
|                                     | Partido Demócrata Nacional               | Partido Demócrata Nacional               | 490                   | 28,41                 | Miguel Ángel de Vita          |
|                                     | Partido Laborista - UCR Junta Renovadora | Partido Laborista - UCR Junta Renovadora | 465                   | 26,96                 |                               |
|                                     | Unión Cívica Radical Bloquista           | Unión Cívica Radical Bloquista           | 405                   | 23,48                 |                               |
|                                     | Unión Cívica Radical                     | Unión Cívica Radical                     | 226                   | 13,10                 |                               |
|                                     | Partido Socialista                       | Partido Socialista                       | 139                   | 8,06                  |                               |
| Total de votos                      | Total de votos                           | Total de votos                           | 1.725                 | 100                   |                               |
| Capital 2º 1 Diputado               |                                          |                                          |                       |                       |                               |
| Partido                             | Partido                                  | Partido                                  | Votos                 | %                     | Electo                        |
|                                     | Partido Demócrata Nacional               | Partido Demócrata Nacional               | 300                   | 31,02                 | Domingo Palacio Balaguer      |
|                                     | Partido Laborista - UCR Junta Renovadora | Partido Laborista - UCR Junta Renovadora | 224                   | 23,16                 |                               |
|                                     | Unión Cívica Radical Bloquista           | Unión Cívica Radical Bloquista           | 186                   | 19,23                 |                               |
|                                     | Unión Cívica Radical                     | Unión Cívica Radical                     | 164                   | 16,96                 |                               |
|                                     | Partido Socialista                       | Partido Socialista                       | 93                    | 9,62                  |                               |
| Total de votos                      | Total de votos                           | Total de votos                           | 967                   | 100                   |                               |
| Capital 3º 1 Diputado               |                                          |                                          |                       |                       |                               |
| Partido                             | Partido                                  | Partido                                  | Votos                 | %                     | Electo                        |
|                                     | Partido Demócrata Nacional               | Partido Demócrata Nacional               | 417                   | 32,81                 | Ángel S. Martín               |
|                                     | Partido Laborista - UCR Junta Renovadora | Partido Laborista - UCR Junta Renovadora | 349                   | 27,46                 |                               |
|                                     | Unión Cívica Radical Bloquista           | Unión Cívica Radical Bloquista           | 244                   | 19,20                 |                               |
|                                     | Unión Cívica Radical                     | Unión Cívica Radical                     | 206                   | 16,21                 |                               |
|                                     | Partido Socialista                       | Partido Socialista                       | 55                    | 4,33                  |                               |
| Total de votos                      | Total de votos                           | Total de votos                           | 1.271                 | 100                   |                               |
| Caucete 1º 1 Diputado               |                                          |                                          |                       |                       |                               |
| Partido                             | Partido                                  | Partido                                  | Votos                 | %                     | Electo                        |
|                                     | Unión Provincial                         | Unión Provincial                         | 355                   | 42,01                 | Rodolfo Yanzón                |
|                                     | Partido Laborista - UCR Junta Renovadora | Partido Laborista - UCR Junta Renovadora | 317                   | 37,51                 |                               |
|                                     | Unión Cívica Radical Bloquista           | Unión Cívica Radical Bloquista           | 156                   | 18,46                 |                               |
|                                     | Partido Socialista                       | Partido Socialista                       | 17                    | 2,01                  |                               |
| Total de votos                      | Total de votos                           | Total de votos                           | 845                   | 100                   |                               |
| Caucete 2º 1 Diputado               |                                          |                                          |                       |                       |                               |
| Partido                             | Partido                                  | Partido                                  | Votos                 | %                     | Electo                        |
|                                     | Partido Laborista - UCR Junta Renovadora | Partido Laborista - UCR Junta Renovadora | 1.313                 | 47,76                 | Isaac V. Salinas              |
|                                     | Unión Cívica Radical Bloquista           | Unión Cívica Radical Bloquista           | 528                   | 19,21                 |                               |
|                                     | Partido Demócrata Nacional               | Partido Demócrata Nacional               | 517                   | 18,81                 |                               |
|                                     | Unión Cívica Radical                     | Unión Cívica Radical                     | 322                   | 11,71                 |                               |
|                                     | Partido Socialista                       | Partido Socialista                       | 69                    | 2,51                  |                               |
| Total de votos                      | Total de votos                           | Total de votos                           | 2.749                 | 100                   |                               |
| Chimbas 1 Diputado                  |                                          |                                          |                       |                       |                               |
| Partido                             | Partido                                  | Partido                                  | Votos                 | %                     | Electo                        |
|                                     | Unión Cívica Radical Bloquista           | Unión Cívica Radical Bloquista           | 478                   | 37,08                 | Napoleón Batezatti            |
|                                     | Partido Laborista - UCR Junta Renovadora | Partido Laborista - UCR Junta Renovadora | 375                   | 29,09                 |                               |
|                                     | Partido Demócrata Nacional               | Partido Demócrata Nacional               | 251                   | 19,47                 |                               |
|                                     | Unión Cívica Radical                     | Unión Cívica Radical                     | 144                   | 11,17                 |                               |
|                                     | Partido Socialista                       | Partido Socialista                       | 41                    | 3,18                  |                               |
| Total de votos                      | Total de votos                           | Total de votos                           | 1.289                 | 100                   |                               |
| Concepción 1º 1 Diputado            |                                          |                                          |                       |                       |                               |
| Partido                             | Partido                                  | Partido                                  | Votos                 | %                     | Electo                        |
|                                     | Partido Laborista - UCR Junta Renovadora | Partido Laborista - UCR Junta Renovadora | 1.553                 | 40,44                 | Francisco Jaime González      |
|                                     | Unión Cívica Radical Bloquista           | Unión Cívica Radical Bloquista           | 1.185                 | 30,86                 |                               |
|                                     | Partido Demócrata Nacional               | Partido Demócrata Nacional               | 609                   | 15,86                 |                               |
|                                     | Unión Cívica Radical                     | Unión Cívica Radical                     | 389                   | 10,13                 |                               |
|                                     | Partido Socialista                       | Partido Socialista                       | 104                   | 2,71                  |                               |
| Total de votos                      | Total de votos                           | Total de votos                           | 3.840                 | 100                   |                               |
| Concepción 2º 1 Diputado            |                                          |                                          |                       |                       |                               |
| Partido                             | Partido                                  | Partido                                  | Votos                 | %                     | Electo                        |
|                                     | Unión Cívica Radical Bloquista           | Unión Cívica Radical Bloquista           | 515                   | 34,96                 | Juan S. Olivares              |
|                                     | Partido Laborista - UCR Junta Renovadora | Partido Laborista - UCR Junta Renovadora | 499                   | 33,88                 |                               |
|                                     | Partido Demócrata Nacional               | Partido Demócrata Nacional               | 280                   | 19,01                 |                               |
|                                     | Unión Cívica Radical                     | Unión Cívica Radical                     | 133                   | 9,03                  |                               |
|                                     | Partido Socialista                       | Partido Socialista                       | 46                    | 3,12                  |                               |
| Total de votos                      | Total de votos                           | Total de votos                           | 1.473                 | 100                   |                               |
| Desamparados 1º 1 Diputado          |                                          |                                          |                       |                       |                               |
| Partido                             | Partido                                  | Partido                                  | Votos                 | %                     | Electo                        |
|                                     | Partido Laborista - UCR Junta Renovadora | Partido Laborista - UCR Junta Renovadora | 820                   | 35,19                 | Francisco B. Mercade          |
|                                     | Unión Cívica Radical Bloquista           | Unión Cívica Radical Bloquista           | 742                   | 31,85                 |                               |
|                                     | Partido Demócrata Nacional               | Partido Demócrata Nacional               | 537                   | 23,05                 |                               |
|                                     | Unión Cívica Radical                     | Unión Cívica Radical                     | 206                   | 8,84                  |                               |
|                                     | Partido Socialista                       | Partido Socialista                       | 24                    | 1,03                  |                               |
|                                     | Partido Comunista                        | Partido Comunista                        | 1                     | 0,04                  |                               |
| Total de votos                      | Total de votos                           | Total de votos                           | 2.330                 | 100                   |                               |
| Desamparados 2º 1 Diputado          |                                          |                                          |                       |                       |                               |
| Partido                             | Partido                                  | Partido                                  | Votos                 | %                     | Electo                        |
|                                     | Partido Laborista - UCR Junta Renovadora | Partido Laborista - UCR Junta Renovadora | 1.091                 | 41,83                 | Luis B. Páez                  |
|                                     | Unión Cívica Radical Bloquista           | Unión Cívica Radical Bloquista           | 823                   | 31,56                 |                               |
|                                     | Partido Demócrata Nacional               | Partido Demócrata Nacional               | 364                   | 13,96                 |                               |
|                                     | Unión Cívica Radical                     | Unión Cívica Radical                     | 271                   | 10,39                 |                               |
|                                     | Partido Socialista                       | Partido Socialista                       | 59                    | 2,26                  |                               |
| Total de votos                      | Total de votos                           | Total de votos                           | 2.608                 | 100                   |                               |
| Iglesia 1 Diputado                  |                                          |                                          |                       |                       |                               |
| Partido                             | Partido                                  | Partido                                  | Votos                 | %                     | Electo                        |
|                                     | Unión Cívica Radical Bloquista           | Unión Cívica Radical Bloquista           | 594                   | 48,29                 | Serafín Roco                  |
|                                     | Partido Demócrata Nacional               | Partido Demócrata Nacional               | 509                   | 41,38                 |                               |
|                                     | Partido Laborista - UCR Junta Renovadora | Partido Laborista - UCR Junta Renovadora | 66                    | 5,37                  |                               |
|                                     | Unión Cívica Radical                     | Unión Cívica Radical                     | 58                    | 4,72                  |                               |
|                                     | Partido Socialista                       | Partido Socialista                       | 3                     | 0,24                  |                               |
| Total de votos                      | Total de votos                           | Total de votos                           | 1.230                 | 100                   |                               |
| Jáchal 1º 1 Diputado                |                                          |                                          |                       |                       |                               |
| Partido                             | Partido                                  | Partido                                  | Votos                 | %                     | Electo                        |
|                                     | Unión Cívica Radical Bloquista           | Unión Cívica Radical Bloquista           | 445                   | 40,68                 | Enrique Stoerman              |
|                                     | Unión Cívica Radical                     | Unión Cívica Radical                     | 351                   | 32,08                 |                               |
|                                     | Partido Demócrata Nacional               | Partido Demócrata Nacional               | 147                   | 13,44                 |                               |
|                                     | Partido Laborista - UCR Junta Renovadora | Partido Laborista - UCR Junta Renovadora | 120                   | 10,97                 |                               |
|                                     | Partido Socialista                       | Partido Socialista                       | 31                    | 2,83                  |                               |
| Total de votos                      | Total de votos                           | Total de votos                           | 1.094                 | 100                   |                               |
| Jáchal 2º 1 Diputado                |                                          |                                          |                       |                       |                               |
| Partido                             | Partido                                  | Partido                                  | Votos                 | %                     | Electo                        |
|                                     | Unión Cívica Radical Bloquista           | Unión Cívica Radical Bloquista           | 131                   | 36,29                 | Sohar Marinero                |
|                                     | Unión Cívica Radical                     | Unión Cívica Radical                     | 121                   | 33,52                 |                               |
|                                     | Partido Demócrata Nacional               | Partido Demócrata Nacional               | 67                    | 18,56                 |                               |
|                                     | Partido Laborista - UCR Junta Renovadora | Partido Laborista - UCR Junta Renovadora | 22                    | 6,09                  |                               |
|                                     | Partido Socialista                       | Partido Socialista                       | 20                    | 5,54                  |                               |
| Total de votos                      | Total de votos                           | Total de votos                           | 361                   | 100                   |                               |
| Jáchal 3º 1 Diputado                |                                          |                                          |                       |                       |                               |
| Partido                             | Partido                                  | Partido                                  | Votos                 | %                     | Electo                        |
|                                     | Unión Cívica Radical Bloquista           | Unión Cívica Radical Bloquista           | 438                   | 39,25                 | Arturo Aravel                 |
|                                     | Partido Laborista - UCR Junta Renovadora | Partido Laborista - UCR Junta Renovadora | 244                   | 21,86                 |                               |
|                                     | Partido Demócrata Nacional               | Partido Demócrata Nacional               | 224                   | 20,07                 |                               |
|                                     | Unión Cívica Radical                     | Unión Cívica Radical                     | 205                   | 18,37                 |                               |
|                                     | Partido Socialista                       | Partido Socialista                       | 5                     | 0,45                  |                               |
| Total de votos                      | Total de votos                           | Total de votos                           | 1.116                 | 100                   |                               |
| Jáchal 4º 1 Diputado                |                                          |                                          |                       |                       |                               |
| Partido                             | Partido                                  | Partido                                  | Votos                 | %                     | Electo                        |
|                                     | Unión Cívica Radical Bloquista           | Unión Cívica Radical Bloquista           | 217                   | 34,55                 | José R. Baigorri              |
|                                     | Unión Cívica Radical                     | Unión Cívica Radical                     | 181                   | 28,82                 |                               |
|                                     | Partido Laborista - UCR Junta Renovadora | Partido Laborista - UCR Junta Renovadora | 105                   | 16,72                 |                               |
|                                     | Partido Demócrata Nacional               | Partido Demócrata Nacional               | 101                   | 16,08                 |                               |
|                                     | Partido Socialista                       | Partido Socialista                       | 24                    | 3,82                  |                               |
| Total de votos                      | Total de votos                           | Total de votos                           | 628                   | 100                   |                               |
| Pocito 1º 1 Diputado                |                                          |                                          |                       |                       |                               |
| Partido                             | Partido                                  | Partido                                  | Votos                 | %                     | Electo                        |
|                                     | Partido Laborista - UCR Junta Renovadora | Partido Laborista - UCR Junta Renovadora | 742                   | 36,16                 | Pedro Cabrera                 |
|                                     | Unión Cívica Radical Bloquista           | Unión Cívica Radical Bloquista           | 597                   | 29,09                 |                               |
|                                     | Partido Demócrata Nacional               | Partido Demócrata Nacional               | 441                   | 21,49                 |                               |
|                                     | Unión Cívica Radical                     | Unión Cívica Radical                     | 212                   | 10,33                 |                               |
|                                     | Partido Socialista                       | Partido Socialista                       | 60                    | 2,92                  |                               |
| Total de votos                      | Total de votos                           | Total de votos                           | 2.052                 | 100                   |                               |
| Pocito 2º 1 Diputado                |                                          |                                          |                       |                       |                               |
| Partido                             | Partido                                  | Partido                                  | Votos                 | %                     | Electo                        |
|                                     | Partido Laborista - UCR Junta Renovadora | Partido Laborista - UCR Junta Renovadora | 780                   | 33,01                 | Antonio Ariza                 |
|                                     | Unión Cívica Radical Bloquista           | Unión Cívica Radical Bloquista           | 580                   | 24,55                 |                               |
|                                     | Partido Demócrata Nacional               | Partido Demócrata Nacional               | 524                   | 22,18                 |                               |
|                                     | Unión Cívica Radical                     | Unión Cívica Radical                     | 377                   | 15,95                 |                               |
|                                     | Partido Socialista                       | Partido Socialista                       | 102                   | 4,32                  |                               |
| Total de votos                      | Total de votos                           | Total de votos                           | 2.363                 | 100                   |                               |
| Rivadavia y Ullum 1 Diputado        |                                          |                                          |                       |                       |                               |
| Partido                             | Partido                                  | Partido                                  | Votos                 | %                     | Electo                        |
|                                     | Partido Laborista - UCR Junta Renovadora | Partido Laborista - UCR Junta Renovadora | 536                   | 33,82                 | Justo S. Pacheco              |
|                                     | Unión Cívica Radical Bloquista           | Unión Cívica Radical Bloquista           | 453                   | 28,58                 |                               |
|                                     | Partido Demócrata Nacional               | Partido Demócrata Nacional               | 409                   | 25,80                 |                               |
|                                     | Unión Cívica Radical                     | Unión Cívica Radical                     | 158                   | 9,97                  |                               |
|                                     | Partido Socialista                       | Partido Socialista                       | 29                    | 1,83                  |                               |
| Total de votos                      | Total de votos                           | Total de votos                           | 1.585                 | 100                   |                               |
| Santa Lucía y 9 de Julio 1 Diputado |                                          |                                          |                       |                       |                               |
| Partido                             | Partido                                  | Partido                                  | Votos                 | %                     | Electo                        |
|                                     | Partido Laborista - UCR Junta Renovadora | Partido Laborista - UCR Junta Renovadora | 1.196                 | 35,58                 | Eusebio B. Zapata             |
|                                     | Unión Cívica Radical Bloquista           | Unión Cívica Radical Bloquista           | 945                   | 28,12                 |                               |
|                                     | Partido Demócrata Nacional               | Partido Demócrata Nacional               | 835                   | 24,84                 |                               |
|                                     | Unión Cívica Radical                     | Unión Cívica Radical                     | 306                   | 9,10                  |                               |
|                                     | Partido Socialista                       | Partido Socialista                       | 79                    | 2,35                  |                               |
| Total de votos                      | Total de votos                           | Total de votos                           | 3.361                 | 100                   |                               |
| Sarmiento 1º 1 Diputado             |                                          |                                          |                       |                       |                               |
| Partido                             | Partido                                  | Partido                                  | Votos                 | %                     | Electo                        |
|                                     | Unión Cívica Radical                     | Unión Cívica Radical                     | 497                   | 38,41                 | Alberto Correa Moyano         |
|                                     | Unión Cívica Radical Bloquista           | Unión Cívica Radical Bloquista           | 371                   | 28,67                 |                               |
|                                     | Partido Laborista - UCR Junta Renovadora | Partido Laborista - UCR Junta Renovadora | 347                   | 26,82                 |                               |
|                                     | Partido Demócrata Nacional               | Partido Demócrata Nacional               | 57                    | 4,40                  |                               |
|                                     | Partido Socialista                       | Partido Socialista                       | 22                    | 1,70                  |                               |
| Total de votos                      | Total de votos                           | Total de votos                           | 1.294                 | 100                   |                               |
| Sarmiento 2º 1 Diputado             |                                          |                                          |                       |                       |                               |
| Partido                             | Partido                                  | Partido                                  | Votos                 | %                     | Electo                        |
|                                     |                                          | Unión Cívica Radical                     | 133                   | 26,76                 |                               |
|                                     | Partido Demócrata Nacional               | 50                                       | 10,06                 |                       |                               |
| Total alianza                       | Total alianza                            | Total alianza                            | 183                   | 36,82                 | Juan Bautista Tascheret (UCR) |
|                                     | Unión Cívica Radical Bloquista           | Unión Cívica Radical Bloquista           | 171                   | 34,41                 |                               |
|                                     | Partido Laborista - UCR Junta Renovadora | Partido Laborista - UCR Junta Renovadora | 128                   | 25,75                 |                               |
|                                     | Partido Socialista                       | Partido Socialista                       | 15                    | 3,02                  |                               |
| Total de votos                      | Total de votos                           | Total de votos                           | 497                   | 100                   |                               |
| Trinidad 1º 1 Diputado              |                                          |                                          |                       |                       |                               |
| Partido                             | Partido                                  | Partido                                  | Votos                 | %                     | Electo                        |
|                                     | Partido Laborista - UCR Junta Renovadora | Partido Laborista - UCR Junta Renovadora | 1.063                 | 33,10                 | José María Montiveros         |
|                                     | Unión Cívica Radical Bloquista           | Unión Cívica Radical Bloquista           | 949                   | 29,55                 |                               |
|                                     | Partido Demócrata Nacional               | Partido Demócrata Nacional               | 616                   | 19,18                 |                               |
|                                     | Unión Cívica Radical                     | Unión Cívica Radical                     | 399                   | 12,43                 |                               |
|                                     | Partido Comunista                        | Partido Comunista                        | 93                    | 2,90                  |                               |
|                                     | Partido Socialista                       | Partido Socialista                       | 91                    | 2,83                  |                               |
| Total de votos                      | Total de votos                           | Total de votos                           | 3.211                 | 100                   |                               |
| Trinidad 2º 1 Diputado              |                                          |                                          |                       |                       |                               |
| Partido                             | Partido                                  | Partido                                  | Votos                 | %                     | Electo                        |
|                                     | Partido Demócrata Nacional               | Partido Demócrata Nacional               | 373                   | 29,23                 | Enrique Yanzón                |
|                                     | Partido Laborista - UCR Junta Renovadora | Partido Laborista - UCR Junta Renovadora | 308                   | 24,14                 |                               |
|                                     | Unión Cívica Radical Bloquista           | Unión Cívica Radical Bloquista           | 285                   | 22,34                 |                               |
|                                     | Unión Cívica Radical                     | Unión Cívica Radical                     | 275                   | 21,55                 |                               |
|                                     | Partido Comunista                        | Partido Comunista                        | 20                    | 1,57                  |                               |
|                                     | Partido Socialista                       | Partido Socialista                       | 15                    | 1,18                  |                               |
| Total de votos                      | Total de votos                           | Total de votos                           | 1.276                 | 100                   |                               |
| Valle Fértil 1 Diputado             |                                          |                                          |                       |                       |                               |
| Partido                             | Partido                                  | Partido                                  | Votos                 | %                     | Electo                        |
|                                     | Unión Cívica Radical                     | Unión Cívica Radical                     | 343                   | 43,75                 | Nemesio de la Vega            |
|                                     | Partido Laborista - UCR Junta Renovadora | Partido Laborista - UCR Junta Renovadora | 220                   | 28,06                 |                               |
|                                     | Unión Cívica Radical Bloquista           | Unión Cívica Radical Bloquista           | 145                   | 18,79                 |                               |
|                                     | Partido Demócrata Nacional               | Partido Demócrata Nacional               | 74                    | 9,44                  |                               |
|                                     | Partido Socialista                       | Partido Socialista                       | 2                     | 0,26                  |                               |
| Total de votos                      | Total de votos                           | Total de votos                           | 784                   | 100                   |                               |